# Estádio Orlando Scarpelli
Estádio Orlando Scarpelli – stadion piłkarski we Florianópolis, Santa Catarina, Brazylia, na którym swoje mecze rozgrywa Figueirense FC. Nazwa stadionu została zadydykowana Orlando Scarpelli, który był prezesem Figueirense w tym czasie.

## Historia
Wrzesień 1940 – propozycja budowy stadionu
1958 – w miejscu dzisiejszego stadionu powstaje boisko treningowe
27 maja 1961 – inauguracja
15 czerwca 1973 – reinauguracja
2 grudnia 1973 – rekord frekwencji
2000 – trybuna stojąca zwana Coloninha zostaje zastąpiona przez bardziej komfortową siedzącą
2002 – powstają nowe kabiny prasowe oraz zostaje zinstalowane nowe oświetlenie
2005 – wszystkie miejsca na stadionie stają się siedzące